# 이나미정 (도야마현)
이나미정(井波町)은 도야마현 히가시토나미군에 설치되었던 정이다. 2004년 11월 1일에 이나미 정을 포함한 8개 자치단체가 합병해 난토시가 성립하고, 이나미 정은 폐지되었다.

## 역사
- 1889년 4월 1일 - 정촌제 시행과 함께 도나미군 이나미정, 미나미야마미촌, 야마노촌, 다카세촌이 성립하였다.
- 1896년 4월 1일 - 히가시토나미군에 이관되었다.
- 1951년 4월 1일 - 미나미야마미촌이 이나미정에 편입되었다.
- 1954년 4월 1일 - 이나미정과 야마노촌이 합병해 새로운 이나미정이 되었다.
- 1959년 1월 1일 - 다카세촌의 일부를 편입하였다.
- 2004년 11월 1일：히가시토나미군의 후쿠노정, 조하나정, 다이라촌, 가미타이라촌, 도가촌, 이노쿠치촌과 니시토나미군의 후쿠미쓰정이 합병해 난토시가 되었다.

## 산업
이나미 조각은 240년의 전통과 250명의 장인을 가지고 있으며 주택 난간을 주로 사자머리, 장식물, 패널 등의 나무 조각품을 제작하고 있다. 4년에 한 번 난토시 이나미 국제 나무 조각 캠프가 열리고 있다.

## 자매도시·우호도시
- 시가현 시가라키정(자매 도시)
- 가가와현 도노쇼정(우호도시)